# Джеферсън (окръг, Западна Вирджиния)
Вижте пояснителната страница за други населени места с името Джеферсън.
Окръг Джеферсън (на английски: Jefferson County) е окръг в щата Западна Вирджиния, Съединени американски щати. Площта му е 549 km², а населението – 54 504 души (2012). Административен център е град Чарлз Таун.